# Ajgepar
Ajgepar – wieś w Armenii, w prowincji Tawusz. W 2011 roku liczyła 485 mieszkańców.